# إريك أندرسون (لاعب هوكي جليد)
إريك أندرسون (بالسويدية: Erik Andersson)‏ هو لاعب هوكي جليد سويدي، ولد في 15 أبريل 1982 في أوميو في السويد.

## وصلات خارجية
- إريك أندرسون على موقع EliteProspects.com (الإنجليزية)
- إريك أندرسون على موقع HockeyDB.com (الإنجليزية)